# Hamura
Hamura (羽村市, Hamura-shi) est une ville de la métropole de Tokyo, au Japon.

## Géographie

### Situation
Hamura est située dans l'ouest de la métropole de Tokyo, sur le plateau de Musashino.

### Municipalités limitrophes
| Ōme     | Ōme    | Mizuho |
| Ōme     | Hamura | Mizuho |
| Akiruno | Fussa  | Fussa  |

### Démographie
En mars 2021, la population s'élevait à 54 615 habitants et sa densité était d'environ 5 500 personnes par km². Sa superficie est de 9,90 km2. En mars 2025, elle était estimée à 54 067 habitants.

### Hydrographie
La ville est bordée le fleuve Tama au sud-ouest. Le Tamagawa Josui, une voie d'eau artificielle, réalisée en 1653 pour détourner l'eau du fleuve Tama et l'apporter comme eau potable jusqu'à Edo, commence à Hamura. 

## Histoire
Le 1er avril 1889, plusieurs villages dont Hane-mura fusionnent pour former le village de Nishitama dans le district de Nishitama, faisant partie de la préfecture de Kanagawa.
Le 1er avril 1893, le district de Nishitama est transféré dans la préfecture de Tokyo.
En 1956, le village devient le bourg de Hamura, district de Nishitama. Il obtient le statut de ville le 1er novembre 1991.

## Économie
De nombreuses compagnies ont leur industrie légère ou leur service logistique à Hamura. Hino Motors a une usine et une piste de test dans la ville.

## Transports
La ville de Hamura est desservie par la ligne Ōme de la JR East aux gares de Hamura et d'Ozaku.

## Jumelage
- Hokuto (Japon) depuis 1996

## Symboles municipaux
Les symboles de Hamura sont le ginkgo, la fleur de cerisier et la chouette effraie.